# Zone tampon (politique)
Pour les articles homonymes, voir Zone tampon.

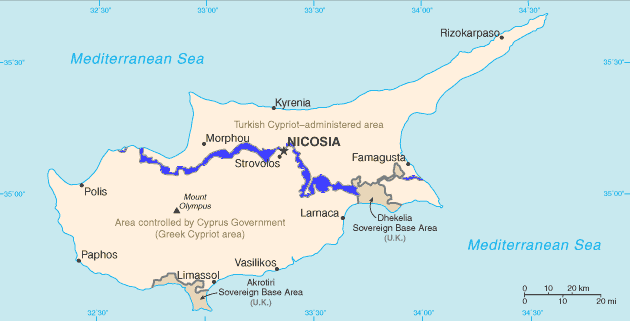
Carte de la zone tampon actuelle de Chypre

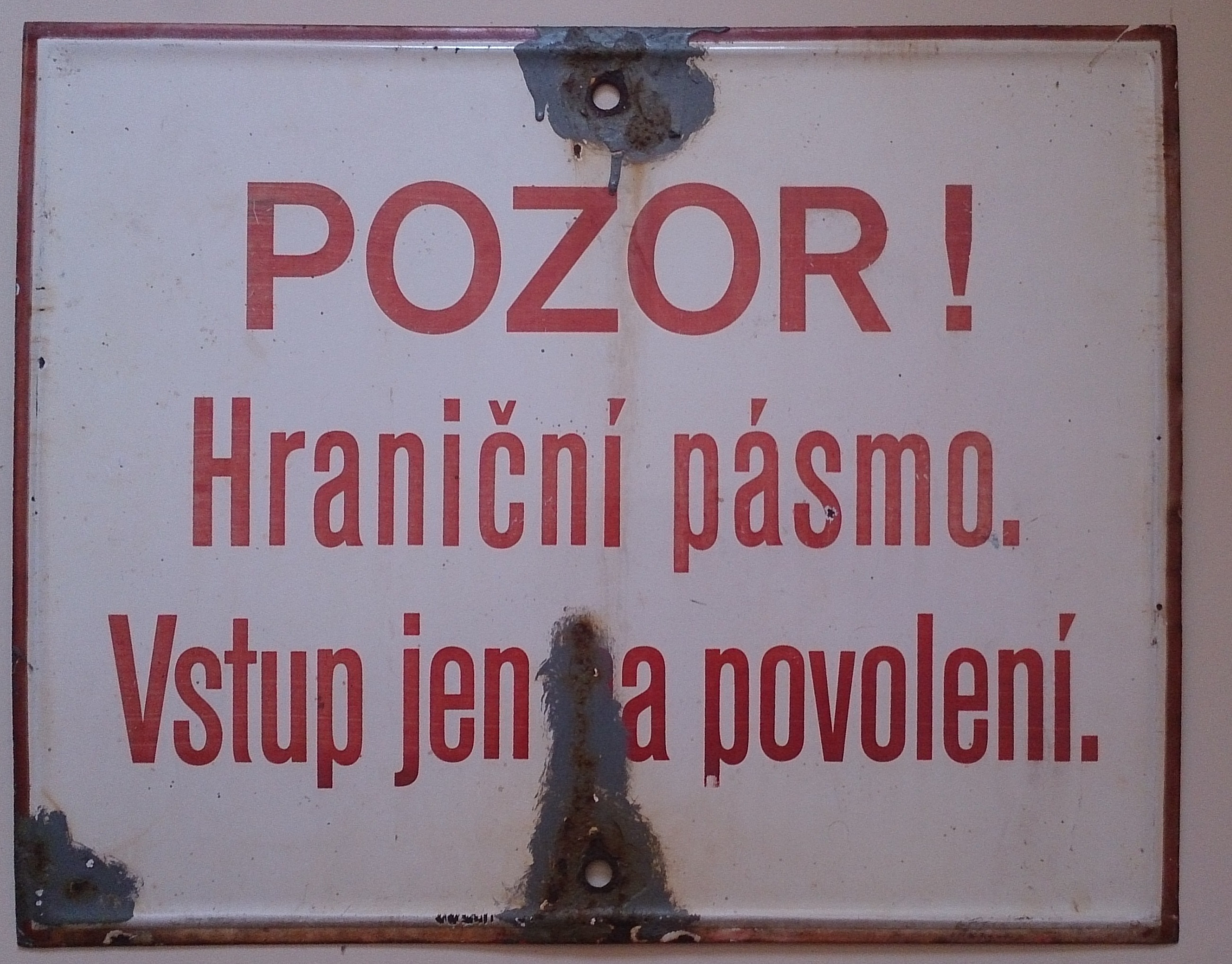
Panneau de la République socialiste tchécoslovaque utilisé dans les années 1980 informant de l'entrée en zone frontalière. Le texte dit, Zone frontalière AVERTISSEMENT ! N'entrez qu'avec une autorisation

Une zone tampon peut par exemple être une zone démilitarisée, un no man's land ou un autre type de zone frontalière.
Les objectifs d'une zone tampon peuvent être de retenir et surveiller la population de la part d'un État totalitaire ou de prévenir la violence entre deux zones dont la population ou les régimes politiques entretiennent des relations conflictuelles.